# Alexandre-François-Louis Cailler
Alexandre-François-Louis Cailler (* 9. Februar 1866 in Vevey; † 6. Dezember 1936 in Broc) war ein Schweizer Unternehmer der Schokoladenindustrie. Cailler machte aus der kleinen Schokoladenfabrik Cailler ein international tätiges Unternehmen. Darüber hinaus war er Nationalrat für die FDP von 1911 bis 1935.

## Unternehmer
Alexandre Cailler war der Sohn von François-Alexandre Cailler, dem zweiten Sohn François-Louis Caillers und der Marie-Louise Penchaud. Er durchlief eine kaufmännische Ausbildung, bevor er in Deutschland und Italien die Kunst der Schokoladenherstellung erlernte. Cailler übernahm den Familienbetrieb 1887 von seinem Stiefvater Louis Gétaz. Unter seiner Leitung wuchs die Firma von 8 Arbeitern im Jahr 1887 auf 120 Arbeiter im Jahr 1898 an. 
Ab 1897 verlegte er den Sitz des Betriebs ins freiburgische Broc, wo dieser 1898 zu produzieren begann. Unter seiner Leitung wuchs die Firma stetig weiter. 1905 hatte sie 1600 Arbeiter und Angestellte. Eine gewerkschaftliche Organisation seiner Belegschaft versuchte er zu verhindern. Um der erstarkenden nationalen und internationalen Konkurrenz zu begegnen, ging er 1911 mit Peter und Kohler zusammen, verblieb jedoch im Verwaltungsrat von Peter-Cailler-Kohler (PCK). Dank der Fusion mit Nestlé 1929 konnte Cailler die drohende Schließung des Werks in Broc während der Weltwirtschaftskrise verhindern. Er wurde 1933 Vizepräsident im Verwaltungsrat von Nestlé und starb 1936 in seinem Haus in Broc. Nestlé verkauft auch heute noch Schokolade unter dem Namen «Cailler».

## Politiker
Cailler war von 1887 bis 1893 Gemeinderat und von 1890 bis 1895 Richter in Vevey. Ab 1908 war er im Gemeinderat von Broc und nach den Parlamentswahlen 1911 Nationalrat für den Kanton Freiburg, zudem von 1925 bis 1936 Freiburger Grossrat. Als freisinniger Nationalrat setzte er sich insbesondere für wirtschaftliche Interessen und die Förderung der Grossindustrie ein. Er war überzeugter Föderalist. Neben der Firmenleitung von Cailler hielt er diverse andere Verwaltungsratsmandate inne (FKB, SBG, Greyerzer Bahnen). Zudem versah er Führungspositionen in mehreren Industrieverbänden und Arbeitgeberorganisationen.

## Familie
Cailler war zweimal verheiratet: mit Hélène Bellet und Marguerite-Lucie Borcard. Er hatte insgesamt 6 Kinder. Sein Sohn Noël übernahm das Geschäft, die Söhne Georges und Claude sassen im Nestlé Verwaltungsrat. Trotz des Wachstums seiner Firma hielt er einen paternalistischen Führungsstil inne, was ihm die Loyalität seiner Angestellten während des Ersten Weltkrieges und der darauf folgenden Wirtschaftskrise sicherte.